# دهستان قبله‌داغی
دهستان قبله‌داغی یکی از دهستان‌های استان آذربایجان شرقی است که در بخش حومه شهرستان آذرشهر واقع شده‌است.